# Тайбер, Маттеус
Маттеус Тайбер (нем. Matthäus Teyber; 1711, Вайнцеттель, близ Граца — 6 сентября 1785, Вена) — австрийский скрипач. Отец композитора Антона Тайбера, органиста Франца Тайбера, певиц Элизабет, Терезы и Барбары Тайбер.
С 1741 г. скрипач в оркестре австрийской императрицы Елизаветы Кристины (жены Карла VI), с 1757 г. придворный музыкант. Был связан дружескими отношениями с Леопольдом Моцартом — эту дружбу унаследовали Вольфганг Амадей Моцарт и Антон Тайбер.